# Dione
Dione, monotipski rod crvenih algi, dio porodice Bangiaceae. Jedina je vrsta morska alga D. arcuata otkrivena 2005 godine u vodama Novog Zelanda